# Fernando Tatís Jr.
Pour son père, voir Fernando Tatís.
Fernando Gabriel Tatís Medina (né le 2 janvier 1999 à San Pedro de Macorís en République dominicaine) est un joueur d'arrêt-court des Padres de San Diego de la Ligue majeure de baseball.
Il est le fils de l'ancien joueur de baseball professionnel Fernando Tatís.

## Carrière
Il signe son premier contrat professionnel en juillet 2015 avec les White Sox de Chicago. Sans avoir joué un seul match avec un club affilié aux White Sox, il est échangé aux Padres de San Diego le 4 juin 2016. Les White Sox cèdent alors Tatís et le lanceur Erik Johnson aux Padres contre le lanceur partant James Shields.
Tatís débute en ligues mineures en 2016 avec un club affilié aux Padres. Avant la saison 2019, Baseball America considère que Tatís est, après Vladimir Guerrero Jr., le deuxième joueur le plus prometteur qui fera bientôt son entrée dans les rangs majeurs.

### Padres de San diego
Choisi pour commencer la saison 2019 sur l'effecif des Padres de San Diego, Fernando Tatís Jr. joue son premier match dans le baseball majeur le 28 mars 2019. Il frappe deux coups sûrs à ses débuts, le premier dès son premier passage au bâton, contre le lanceur Madison Bumgarner des Giants de San Francisco. Le 1er avril 2019, il frappe son premier coup de circuit dans les majeures contre le lanceur Merrill Kelly des Diamondbacks de l'Arizona.
Il subit trois blessures non liées entre elles au cours de sa première saison dans les majeures. Après une blessure aux ischio-jambiers en avril et une autre à un doigt en juillet, sa saison se termine prématurément le 13 août à cause d'une blessure au dos. Il est alors considéré pour le titre de meilleure recrue et dans la course pour le championnat des frappeurs.
Tatís complète sa saison 2019 avec 106 coups sûrs, 22 circuits et une moyenne au bâton en 84 matchs joués. Malgré ce temps de jeu réduit, il termine 3e dans le vote qui désigne le gagnant du prix de la recrue de l'année de la Ligue nationale.
Le 12 août 2022, Fernando Tatis Jr. est suspendu 80 matchs par la MLB après avoir été testé positif au clostebol, un produit dopant, le rendant indisponible jusqu’à la saison 2023.